# Касимова Валентина Олександрівна
Валентина Олександрівна Касимова (нар. 1944, тепер Російська Федерація) — радянська державна діячка, новатор виробництва, бригадир монтажниць Тульського заводу «Арсенал». Член Центральної Ревізійної комісії КПРС у 1981—1986 роках. Кандидат у члени ЦК КПРС у 1986—1989 роках. Член ЦК КПРС у 1989—1990 роках.

## Життєпис
У 1961 році закінчила середню школу.
У 1961 році — учениця-електромонтажниця, у 1961—1968 роках — монтажниця Тульського заводу електроелементів.
У 1968—1988 роках — бригадир монтажниць, з 1988 року — радіомонтажниця Тульського заводу «Арсенал».
Член КПРС з 1972 року.
Потім — на пенсії.

## Нагороди і звання
- ордени
- медалі